# The Baddest
«The Baddest» (estilizado en mayúsculas) es un sencillo del grupo de realidad aumentada K/DA. Fue lanzado el 27 de agosto de 2020 como sencillo digital y posteriormente formó parte del miniálbum All Out del grupo. Es la primera canción de K/DA desde «Pop/Stars» en 2018. La canción fue compuesta por Riot Music Team en colaboración con Bekuh BOOM. También fue acompañada por un lyric video que fue subido al canal oficial de YouTube de League of Legends el mismo día.

## Antecedentes y lanzamiento
K/DA abrió su cuenta oficial de Twitter e Instagram el 20 de agosto. Simultáneamente, Riot Games reveló la imagen del sencillo con el logo de K/DA, incluida la fecha del regreso y el título de su canción. A partir del 24 de agosto de 2020, se lanzaron imágenes individuales de K/DA con nueva apariencia y la introducción de Ahri the Queen, Evelynn the Diva, Kai'Sa the Dancer y Akali the Rebel. Antes de su lanzamiento, la página de Shazam de League of Legends reveló que Wolftyla y Bea Miller asumirían los roles de Kai'Sa y Evelynn; las cantantes originales Jaira Burns y Madison Beer repitieron sus papeles en las canciones posteriores.

## Composición
En términos de notación musical, «The Baddest» se compuso utilizando 4
4 compás común, escrito en clave de mi bemol mayor con un tempo de 135 pulsaciones por minuto, con una duración de 2:42 minutos.

## Recepción crítica
Mike Stubbs de Forbes escribió en su artículo que «sólo lo escuchó muchas veces y ya está grabado en [su] cabeza». TJ Denzer de Shacknews quedó impresionado por el vídeo musical, diciendo que «trae de vuelta las versiones pop estilizada de Ahri, Evelynn, Akali, y Kai'Sa en forma completa y de moda para entregar a la más mala», y describió la canción como una «cornucopia de buenas voces y efectos visuales con un ritmo fascinante». Al presentador del Campeonato Europeo de League of Legends, Daniel Drakos, no le gustó mucho la canción la primera vez que la escuchó en Twitter. En cambio, recomienda escuchar «The Baddest» en plataformas de música como Spotify y Apple Music para una mejor calidad de sonido. Mientras tanto, otro presentador del campeonato, Indiana «Froskurinn» Black, se encariñó con las líneas de Kai'Sa «I came to slay back and I'm better and ready to stay».
«The Baddest» se incluyó en la lista de «las mejores canciones y videos musicales de K-pop» de Hyperbae de 2020.

## Lista de canciones
- Descarga digital / streaming[11]

1. «The Baddest» – 2:42
2. «The Baddest» (inst.) – 2:42

## Posicionamiento en listas
| Lista (2020)                                        | Mejor posición |
| --------------------------------------------------- | -------------- |
| Canadá Hot Digital Song Sales (Billboard)           | 30             |
| República Checa (Singles Digitál Top 100)           | 62             |
| Grecia (IFPI)                                       | 62             |
| Hungría (Single Top 40)                             | 21             |
| Hungría (Stream Top 40)                             | 16             |
| Lituania (AGATA)                                    | 70             |
| Malasia (RIM)                                       | 16             |
| Nueva Zelanda (RMNZ)                                | 6              |
| Escocia (Scottish Singles Sales Chart)              | 70             |
| Singapur (RIAS)                                     | 7              |
| Corea del Sur (Gaon)                                | 178            |
| Reino Unido (UK Download)                           | 74             |
| Reino Unido (UK Indie Chart)                        | 18             |
| Estados Unidos Digital Songs (Billboard)            | 28             |
| Estados Unidos World Digital Song Sales (Billboard) | 1              |